# سرزمین بد (فیلم ۲۰۱۴)
سرزمین بد (به انگلیسی: Bad Country) فیلمی محصول سال ۲۰۱۴ و به کارگردانی کریس برینکر است. در این فیلم بازیگرانی همچون مت دیلون، ویلم دفو، ایمی اسمارت، تام برنگر، بیل دوک، نیل مک‌دونا، کوین چاپمن، کریستوفر دنهام و کریس مارکت ایفای نقش کرده‌اند.